# 懷爾德角 (喬治五世地)
68°23′S 149°7′E / 68.383°S 149.117°E
懷爾德角（英語：Cape Wild），是南極洲的海岬，位於喬治五世地，處於風琴管崖東端，在1840年1月19日由美國探險隊發現，該海岬現時由南極條約體系管理。